# St.-Helena-Kaffee
St.-Helena-Kaffee (englisch St Helena Coffee) ist der Kaffee der Sorte Green Tipped Bourbon Arabica, die nur auf der Atlantikinsel St. Helena angebaut wird. Er galt 2013 noch vor Jamaica Blue Mountain und Kona (Hawaii) als teuerster Kaffee.

## Geschichte
Am 10. Februar 1733 führte die Ostindien-Kompanie auf St. Helena Samen dieser Kaffeesorte aus der Hafenstadt Mokka im Jemen ein. Er gedieh auf dem vulkanischen Boden und im milden Klima der Insel hervorragend. Einen besonderen Bekanntheitsgrad erlangte dieser Kaffee im 19. Jahrhundert durch Napoleon Bonaparte, der auf dieser Insel verstorben ist. Er lobte ihn in hohen Tönen und schrieb angeblich: „Das einzig Gute an St. Helena ist der Kaffee“. 1839 beschrieb die Londoner Kaffeehandels-Agentur W. Bumie & Co. den St.-Helena-Kaffee als den „qualitativ weltbesten Kaffee“. 1851 erhielt der St.-Helena-Kaffee eine Premiumauszeichnung bei der Great Exhibition im Crystal Palace in London. Gegen Ende des 19. Jahrhunderts wurde der Kaffeeanbau jedoch eingestellt, denn Flachs wurde bis 1966,  als der Hauptabnehmer, die Royal Mail, auf Nylongarn und Gummibänder umstellte, das Hauptexportgut der Insel.
Im Jahr 1994 wurde die Kaffeeproduktion von David Henry, einem St. Helenier, der in London lebte, wieder aufgenommen. Danach begannen auch andere Produzenten auf der Insel mit dem Kaffeeanbau. Zum Ende der 1990er Jahre wurde auf 18 Acres (ca. 7,2 Hektar) Kaffee angebaut. In den 2000er Jahren ging die Kaffeeproduktion jedoch wieder zurück. 2008 verließ David Henry St. Helena und nur noch auf einer Fläche von zwei Acres (ca. 0,8 Hektar) wurde Kaffee produziert. Jedoch schon zwei Jahre später kam die Kaffeeproduktion durch ein Joint-Venture der St. Helena Trading (UK) Ltd mit der Solomon & Co. (St. Helena) Plc. wieder in Gang. Sie ist jetzt auf das Gebiet um die Sandy Bay Estates im Distrikt Sandy Bay beschränkt.
Der jährliche Ertrag beträgt zwischen einer und anderthalb Tonnen.

## Wirtschaftliche Bedeutung
Der St.-Helena-Kaffee wird von der Regierung St. Helenas im Entwicklungsplan 2018–2028 als eines der drei Exportgüter des Landes hervorgehoben. Der Umfang belief sich im Jahr 2017 auf 30 % des gesamten Exportvolumens der Insel von insgesamt 95.000 Pfund Sterling. Im Finanzjahr 2020/21 betrug das Exportvolumen 24.000 Pfund Sterling, 2018/19 lag dieses noch bei 107.000 Pfund.
Die entlegenste Kaffeeplantage der Welt auf St. Helena ist eine touristische Attraktion.